# Maarrat al-Numan
Maarrat al-Numan (în arabă معرة النعمان; cunoscut și ca al-Maarra, al-Ma'arra) este un oraș din partea nord-vestică a Siriei. Populația localității era, conform datelor din 2004, înainte de războiul civil de cca. 58.000 de locuitori. În 2017 s-a estimat că are o populație de 80.000 locuitori, inclusiv multe persoane strămutate de lupte din orașe vecine. Se află pe autostrada dintre Alep și Hama și în apropierea Orașelor moarte⁠(en)[traduceți] Bara și Serjilla – locuri incluse în Patrimoniul Mondial UNESCO. Orașul, cunoscut de greci sub numele de Arra, iar numele actual este combinat cu numele grec și cu primul său conducător musulman an-Nu'man ibn Bashir, un tovarăș al lui Mahomed. Cruciații l-au numit Marre.
Astăzi, orașul are un muzeu cu mozaicuri din Orașele moarte, Marea Moschee omonimă localității, o medresă construită de Abu al-Farawis în 1199 și rămășițe cetății medievale. Orașul este, de asemenea, locul de naștere al poetului al-Maarri (973–1057).

## Legături externe
- Encyclopedia of the Orient Arhivat în 25 ianuarie 2021, la Wayback Machine.